# Refrigeración en motores de combustión interna

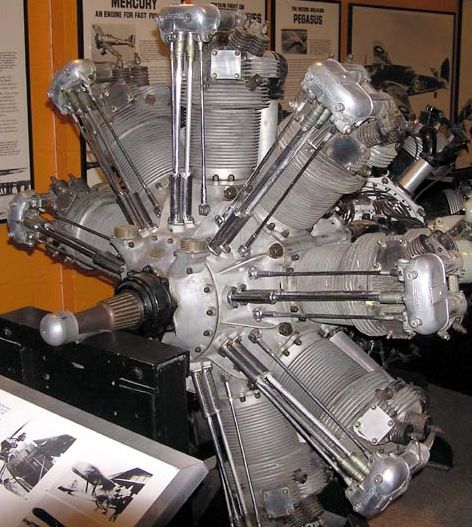
Motor aeronáutico Bristol Jupiter enfriado por aire. Son claramente visibles las aletas de refrigeración de los cilindros, utilizadas para aumentar la superficie de disipación.

La refrigeración en motores de combustión interna es necesaria para disminuir el calor generado por la quema del combustible superior a 2000 °C (3632 °F) y no transformado en energía mecánica, durante el funcionamiento de estos. La principal función de la refrigeración es mantener todos los componentes dentro del rango de temperaturas de diseño del motor evitando su destrucción por deformación y agarrotamiento.

## Razones para refrigerar el motor
Durante la combustión, parte de la energía generada no es convertida en energía mecánica y se disipa en forma de calor. Dependiendo del motor, alrededor del 33 % de la energía potencial del combustible se transforma en trabajo mecánico, y el resto se transforma en calor que es necesario disipar para evitar comprometer la integridad mecánica del motor.
El sistema no solo debe limitar la temperatura máxima del motor para evitar daños al mismo, sino también mantener la temperatura óptima de funcionamiento que, dependiendo del diseño del motor, se encuentra en el rango de 80 a 100 °C (176 a 212 °F). De su buen funcionamiento depende en buena medida el rendimiento térmico del motor.
Si el motor trabaja por encima de su temperatura óptima, se corre el riesgo de disminuir la viscosidad del aceite y aumentar el desgaste del motor, se produce un recalentamiento de las piezas y una mayor fricción entre estas. También puede producirse detonaciones al encenderse la mezcla combustible antes de tiempo.
Si el motor trabaja por debajo de su temperatura óptima, se aumenta el consumo de aceite y el desgaste de las piezas, ya que éstas están diseñadas para dilatarse por efecto del calor a un tamaño determinado, se reduce la potencia por falta de temperatura para una combustión eficiente, se producen incrustaciones de carbón en válvulas, bujías y pistones.

## Sistemas de refrigeración
Existen diferentes denominaciones que hacen referencia al sistema principal aunque en realidad en todo motor participan, en diferente medida, varios sistemas simultáneamente. Estos serían los principales:

Por agua (por termosifón o por circulación forzada), por aire (el de la marcha o forzado con ventilador), mixta y por aceite.

### Por agua

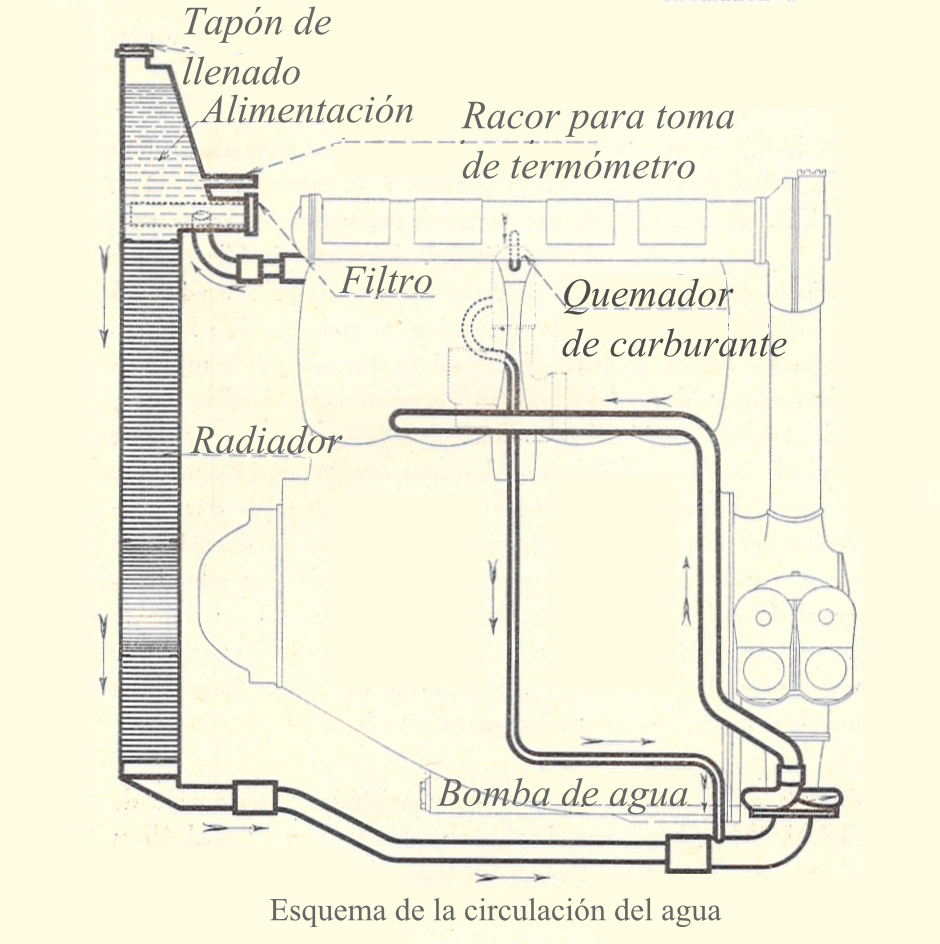
Diagrama de la refrigeración por agua de un motor Renault de.

En realidad lo que llamamos refrigeración por agua son los sistemas que usan un líquido diferente del aceite como refrigerante principal. Lo más usual es una mezcla de etilenglicol y agua en diferentes proporciones, según la temperatura ambiente.

#### Circulación por termosifón
Su funcionamiento está basado en la diferencia de densidad existente, entre el refrigerante caliente que está en el bloque y la culata, y el agua fría que se encuentra en el radiador. Para esto se requiere poca resistencia a la circulación del refrigerante. El depósito superior debe ser de gran capacidad para evitar que el nivel del líquido en caso de evaporación no descienda por debajo del nivel del orificio de llegada al radiador. Este sistema ya no se utiliza debido a las restricciones de capacidad térmica, posicionamiento y volumen.

#### Circulación forzada
Es casi el más empleado. La circulación del refrigerante, es impulsada a través de una bomba centrífuga, pasa por los cilindros del bloque del motor, luego por la válvula y, finalmente, por el radiador, donde tiene lugar el enfriamiento. Al circular el refrigerante por el panel del radiador, intercambia el calor con el aire de la marcha, o forzado por un ventilador. El líquido refrigerado regresa al motor donde comienza nuevamente el ciclo. La bomba es accionada generalmente mediante correas y poleas, que, en algunos casos, también hacen girar el ventilador. En los sistemas más modernos, el ventilador es movido por un motor eléctrico comandado por un termocontacto y entra en funcionamiento solamente cuando la temperatura del líquido lo requiere. El sistema consta de un depósito que sirve para almacenar el refrigerante y como eventual vaso de expansión. También es habitual encontrar un circuito paralelo utilizado para la calefacción del vehículo.

### Ventajas e inconvenientes de la refrigeración por agua
Las ventajas de la refrigeración por agua son: Excelente regulación de la temperatura, refrigeración homogénea, motor más silencioso, menor consumo de energía. 
Las desventajas son: Mayor peso del motor y aumento en su complejidad. Mayor mantenimiento y mayor coste. En caso de perdida de líquido refrigerante se puede destruir el motor si no se detiene a tiempo.

### Elementos constitutivos del sistema de refrigeración por agua

#### Radiador
Situado generalmente en la parte delantera del vehículo, de forma que reciba directamente el paso de aire a través de sus paneles y aletas refrigerantes durante el desplazamiento del mismo y donde se enfría el agua procedente del motor.
Este elemento está formado por dos depósitos, uno superior y otro inferior, unidos entre sí por una serie de tubos finos rodeados por numerosas aletas de refrigeración, o por una serie de paletas en forma de nidos de abeja que aumentan la superficie radiante de calor. Tanto los tubos y aletas como los paneles se fabrican en aleación ligera generalmente de latón, facilitando, con su mayor conductibilidad térmica, la rápida evacuación de calor a la atmósfera.
El depósito superior lleva una boca de entrada lateral que se comunica por medio de un manguito de goma con la salida de agua caliente de la culata o tapa de cilindros. En el depósito inferior va instalada la boca de salida del agua refrigerada, unida por otro manguito de goma a la entrada de la bomba.
Diseños más utilizados
- Nido de abejas: El agua circula por la parte externa, y el aire por el interior de los orificios. Alto costo de fabricación.
- De laminillas: Muy poco utilizado debido a su fragilidad
- De tubos y aletas: El agua circula por el interior de los tubos, estos se encuentran soldados en su periferia con láminas, siendo ambos barridos por la corriente de aire. Es el más utilizado actualmente.

La tapa del radiador o tapa presostática tiene como función el cierre del tanque superior, y al mismo tiempo limita la presión de trabajo del circuito mediante una válvula, con lo cual se logran circuitos presurizados, aumentando la temperatura de régimen sin que se produzca la ebullición del agua.
En esta tapa se integra habitualmente la válvula de seguridad mencionada que permite la salida de refrigerante a partir de cierta presión para proteger el circuito y otra que permite la entrada de aire exterior evitando que se produzca el vacío en el circuito en caso de perdidas evitando averías graves en ambos casos.

#### Bomba centrífuga
Se halla instalada en el bloque del motor y es movida directamente por la polea del cigüeñal, a través de una correa de transmisión trapezoidal. Dicha bomba succiona el agua del radiador y la hace circular por el interior del bloque y la culata para refrigerar los cilindros y la cámara de combustión.
La bomba está formada por una carcasa de aleación ligera o de fundición en los motores más antiguos, unida al bloque del motor con interposición de una junta de cartón amianto para hacer estanca la unión. En el interior de la misma se mueve una turbina de aletas unida al árbol de mando de la bomba, el cual se apoya sobre la carcasa por medio de uno o dos cojinetes de bolas, con un sello mecánico acoplado al árbol para evitar fugas de agua a través del mismo. En el otro extremo del árbol va montado un cubo al cual se une la polea de mando, y el ventilador.

#### Sensor de temperatura
Es el encargado de medir la temperatura del refrigerante del motor y según la temperatura del refrigerante. Asimismo, es el funcionamiento del sistema de refrigeración o enfriamiento del motor que actuará en consecuencia para mantener la temperatura estable. El sensor de temperatura es un elemento esencial pues de otra manera no es posible determinar la temperatura del motor y mantenerla regulada en condiciones ideales.

#### Mangueras
El sistema de refrigeración está provisto de dos mangueras de caucho que resisten altas temperaturas y alta presión. La manguera de la parte superior es por donde transita el agua caliente y la ubicada en la parte inferior es por donde circula el agua fría.

#### Ventilador

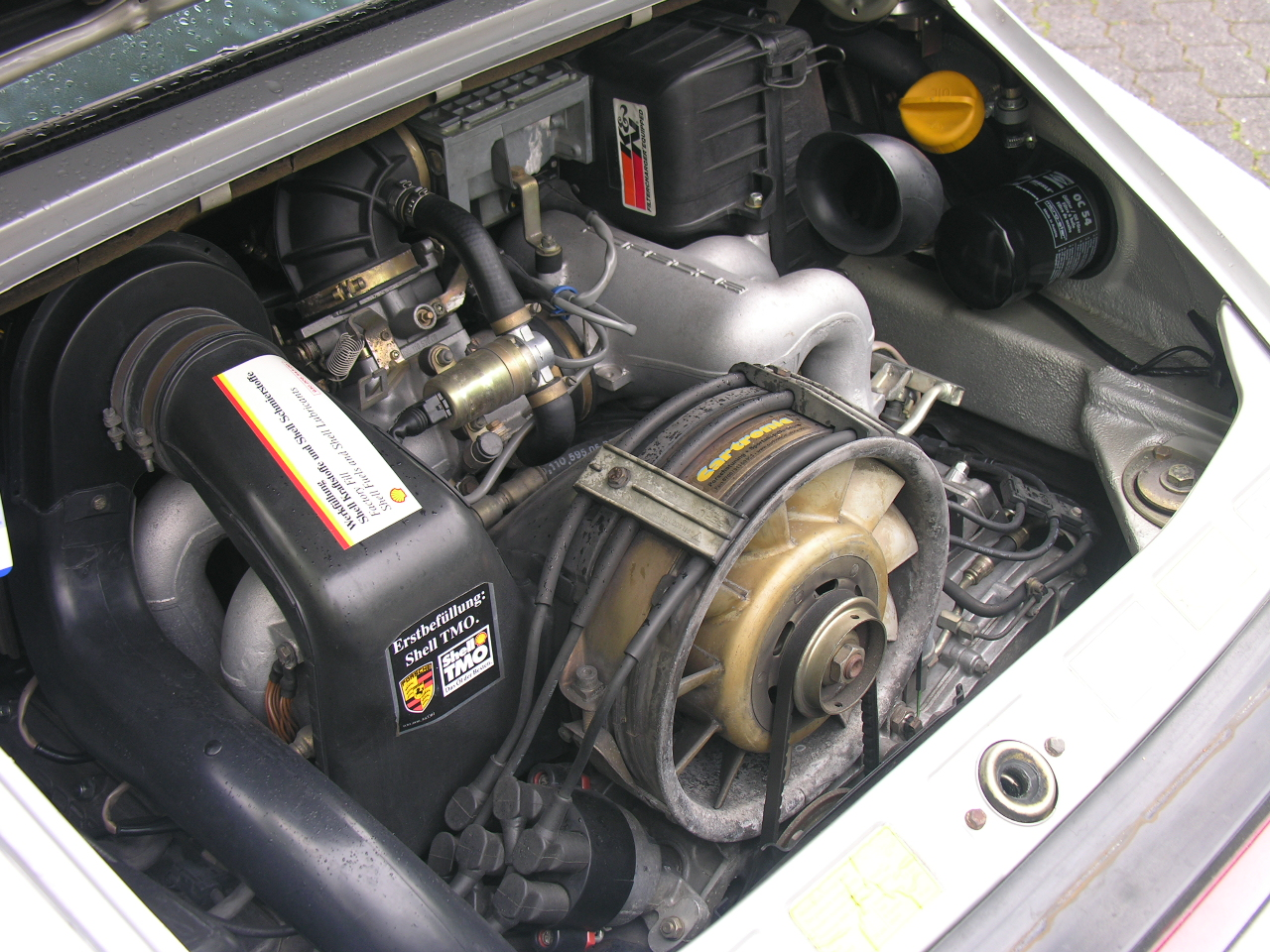
Ventilador del sistema de refrigeración en un motor de un Porsche Carrera 3.2 L.

Adosado generalmente a la polea de la bomba, que activa el paso de aire a través del radiador. El rotor tiene cuatro o seis aspas inclinadas convenientemente para la aspiración del aire y está fabricado en chapa o plástico duro. En muchos diseños el ventilador es movido por un motor eléctrico. Este motor es comandando por un termostato que se encuentra en el bloque de cilindro o en la culata en contacto con el agua, de tal manera que al alcanzar esta una temperatura determinada, cierra el circuito eléctrico poniendo en marcha el motor y el ventilador.
La válvula termostática cumple la función de limitar el pasaje del agua desde el motor hacia el radiador, en función de la temperatura del mismo. Lo que significa que si la temperatura del motor no supera la temperatura de régimen permanece cerrada, recirculando el agua solamente por el motor, de superar la temperatura de régimen la válvula abre y permite la circulación del agua a través del radiador, cabe destacar que está termovalvula también permite que la bomba realice presión de refrigerante al sistema la cual es proporcional a la fuerza ejercida según la aceleración lo que permite un buen enfriamiento en zonas cálidas es por eso que eliminarlo no es recomendable porque el motor sin presión de refrigerante no enfría correctamente . Su construcción está basada en elementos deformables en función de la temperatura de régimen.
Se pueden utilizar termostatos de fuelle o termostatos de cera, los cuales funcionan por el principio de dilatación o contracción a diversas temperaturas, para la apertura o cierre de la válvula. Actualmente se utilizan válvulas con cápsula de resina.
El líquido refrigerante se utiliza para evitar incrustaciones debido a bicarbonatos y silicatos, el líquido deberá ser agua pura destilada. A su vez, se agregan inhibidores para evitar el efecto oxidante y también para disminuir el punto de congelación. Para esto último se agrega alcohol o glicerina, llegando a temperaturas de −9 a −23 °C (16 a −9 °F).

#### Vaso o depósito de expansión
Es el sistema más utilizado en los motores actuales. Con este depósito, el radiador no lleva tapón de llenado y se comunica mediante un tubo con un pequeño depósito auxiliar llamado "depósito de expansión". El depósito de expansión contiene líquido refrigerante y recibe a través del tubo de unión con el radiador, los gases procedentes de la evaporación, los cuales al contacto con el líquido se licuan. Cuando se produce el vacío interno, el líquido procedente del depósito de expansión pasa al radiador, con lo cual se restablece el circuito sin perdida de líquido en el mismo por condensación. El depósito de expansión cuenta con un tapón, que tiene unas válvulas, que como en el caso anterior, sirven para eliminar la sobre presión y la depresión que se produce en el radiador y que se transmiten al depósito de expansión. Habitualmente, el depósito de expansión está situado encima del motor debajo del cofre y es fácil detectarlo.

## Refrigeración por aire
En la refrigeración por aire el enfriamiento se obtiene mediante el barrido de los cilindros por la corriente de aire efectuada por el desplazamiento de la máquina (motos y aviones), o forzada mecánicamente. Este sistema es muy utilizado en motores de motocicletas, aviación de baja y alta potencia y turismos de escasa potencia, debido a su menor peso, mayor fiabilidad y/o bajo coste.
Las ventajas de este sistema son: casi nulo mantenimiento, seguridad al no tener casi partes móviles ni agua, rápido alcance del equilibrio térmico, 
Las desventajas son: motor ruidoso, regulación delicada, tendencia al recalentamiento a bajas velocidades.

## Refrigeración por aceite
En algunos motores (ej. Suzuki GSX 750) se ha empleado con éxito el propio aceite del motor como elemento refrigerante principal. En estos sistemas se aumenta la cantidad de aceite del cárter motor que se hace circular a través de un radiador de dimensión adecuada antes de pasar a lubricar y refrigerar el motor.